# کوئیک‌تایم
کوئیک‌تایم (به انگلیسی: QuickTime) نرم‌افزار پخش‌کننده چند رسانه‌ای است که توسط شرکت اپل توسعه یافته‌است. این نرم‌افزار قادر به مدیریت فرمت‌های دیجیتال ویدئو، تصویر، صدا و تصاویر سراسرنما است. نسخه کلاسیک کوئیک‌تایم برای ویندوز اکس‌پی و مک اواس ده لئوپارد و نسخه‌های بعدی سیستم‌عامل‌ها موجود است.نسخه اخیر کوئیک‌تایم ایکس، برای سیستم‌عامل‌های اسنولئوپارد، لاین و مونتین لاین موجود است.
این نرم‌افزار برای اولین بار در دسامبر ۱۹۹۱ منتشر شد.